# 有永政幸
有永 政幸（ありなが まさゆき、1978年7月9日 - ）は、日本の元プロボクサー。福岡県福岡市出身。第28代日本スーパーフライ級王者。第25代OPBF東洋太平洋スーパーフライ級王者。

## 来歴
1999年1月17日、関ジム所属で、デビューし4R判定勝利。
1999年12月18日、坂田健史と全日本フライ級新人王を争うも、6R判定負け。
2000年10月10日、後楽園ホールでのエキサイトボクシング、4連勝後に新日本木村ジム移籍間もない元WBA世界ライトフライ級王者山口圭司と戦い、下馬評を覆す4RKO勝利。
2001年4月20日、ジェス・マーカの持つOPBF東洋太平洋バンタム級王座に挑戦。12R判定まで持ち込むも敗れた。
2003年4月22日、2002年に大橋ジムに移籍し木谷卓也ら3人を下し3連勝後、同じジムの先輩川嶋勝重が返上し空位となった日本スーパーフライ級王座決定戦でプロスパー松浦と争い7RTKOで敗れ、戴冠ならず。
2004年6月28日、相澤国之との10R引分、山川亮に判定勝ち後、日本スーパーフライ級王者川端賢樹に挑み、10R判定勝利で王座を獲得した。
2004年11月27日、田中聖二との初防衛戦で僅差の10R判定負けを喫し陥落。
2005年3月26日、ワエンペッチ・チュワタナの持つOPBF東洋太平洋スーパーフライ級王座に挑戦。12R判定で勝利し戴冠。
2006年1月6日、丸山大輔・チュワタナを退け防衛2度の東洋太平洋王座を返上。
2006年8月14日、1戦1勝を挟み、菊井徹平の持つ日本スーパーフライ級王座に挑むも10R判定で敗れ、返り咲きならず。
2007年2月16日、中広大悟に4RTKO負けを喫し、引退。

## 獲得タイトル
- 第28代日本スーパーフライ級王座 (防衛0)
- 第25代OPBF東洋太平洋スーパーフライ級王座 (防衛0=返上)

## 戦績
- 28戦21勝10KO6敗1分